# Amenemhat III
Pour les articles homonymes, voir Amenemhat.
Amenemhat III (-1843/ -1842 à -1797) est le sixième roi de la XIIe dynastie. Il succède à son père Sésostris III et précède Amenemhat IV. Son règne est vu comme l'âge d'or du Moyen Empire par certains.

## Généalogie
Seul le père d'Amenemhat III est connu, il s'agit de son prédécesseur sur le trône Sésostris III. Il a deux épouses assurées : Khénémet-néfer-hedjet III et Âat « la Grande ». Plusieurs filles sont connues : Néférouptah II, Hathorhétépet, Nébouhétépet, Sathathor II et probablement la future souveraine Néférousobek, dernière représentante de la XIIe dynastie.
Hétepti est aussi donnée comme une de ses filles selon quelques spécialistes, dont Jacques Kinnaer. Pour Aidan Mark Dodson, elle est la mère d'Amenemhat IV. Cette affirmation repose sur l'étude d'une inscription où elle est indiquée comme « Mère du roi » (mwt-nisw.t). Cependant, dans ces titres, à aucun moment elle n'est indiquée comme « Fille du roi » (sȝ.t-nỉsw.t), « Épouse du roi » (ḥm.t-nỉsw.t) ou encore « Sœur du roi » (snt-nisw.t), ce qui fait dire à ces mêmes égyptologues qu'elle n'était pas d'origine royale.

## Règne

### Accession au trône
Il succède à son père Sésostris III sur le trône. Les deux rois partagent une longue corégence de près d'une vingtaine d'années.

### Activités en Égypte

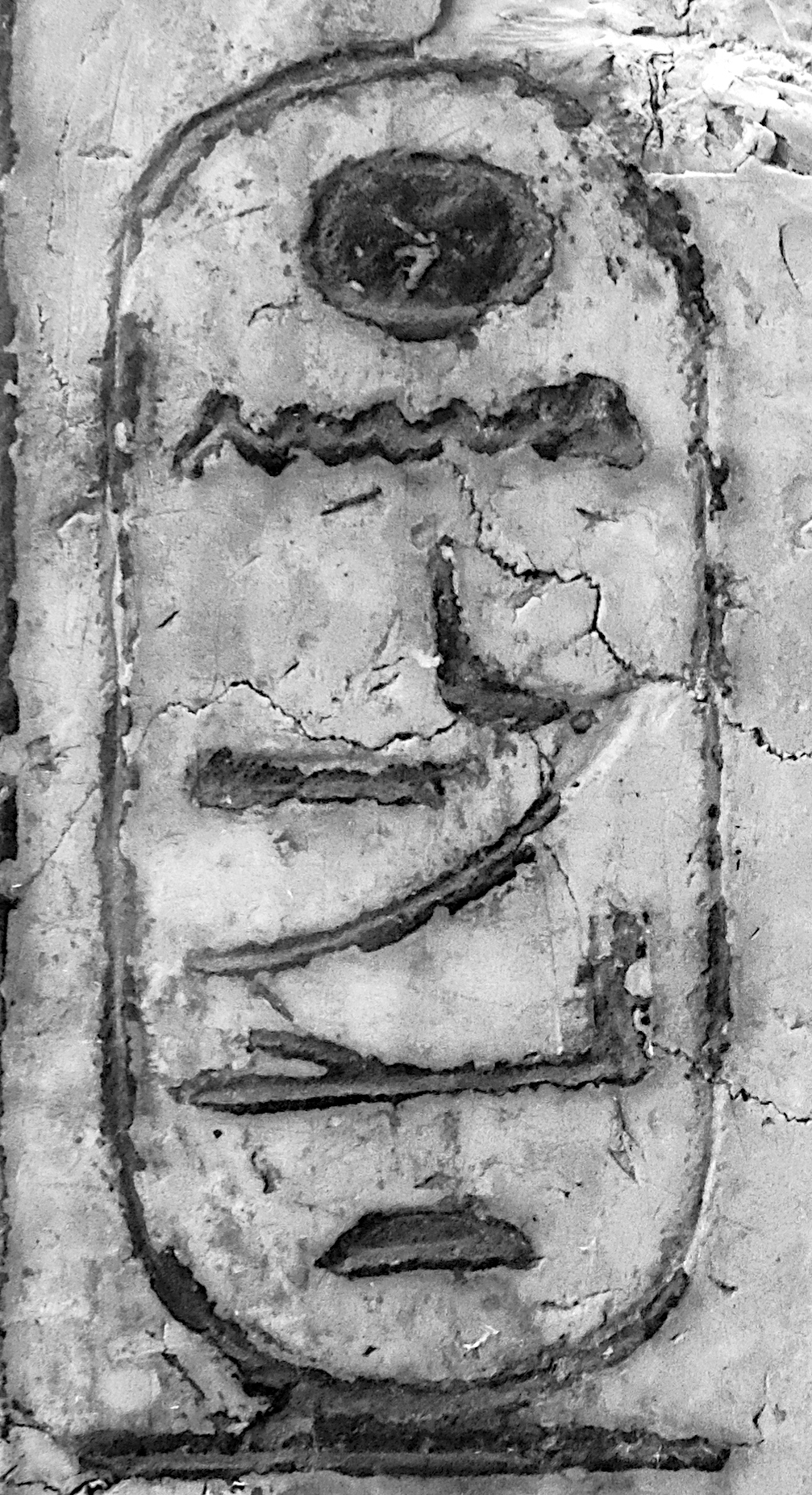
Cartouche au nom d'Amenemhat III.

Pendant son long règne, Amenemhat a poursuivi le travail probablement commencé par son père pour relier la dépression du Fayoum au Nil. Auparavant, la région n'était qu'un simple marécage. Un canal de 16 km de long et 1,5 km de large a été creusé, connu sous le nom de Mer-Ouer (le Grand Canal) ; il est aujourd'hui connu sous le nom de Bahr-Youssef. Les berges de la partie centrale profonde avaient une pente de 1:10, pour permettre l'utilisation de terre et d'enrochement non cohésifs. Un barrage appelé Ha-Uar s'étendait d'est en ouest, et le canal était incliné vers la dépression du Fayoum avec une pente de 0,01 degré. Le lac Moéris qui en résultait pouvait stocker treize milliards de mètres cubes d'eau de crue chaque année. Cet immense travail de génie civil fut finalement achevé par son fils Amenemhat IV et apporta la prospérité au Fayoum. La région devint un grenier à blé pour le pays et continua à être utilisée jusqu'en 230 av. J.-C., lorsque la branche de Lahoun du Nil s'envasa.
On pense que le papyrus mathématique rhénan a été composé à l'origine à l'époque d'Amenemhat. Les monuments d'Amenemhat III sont assez nombreux et d'excellente qualité. Ils comprennent entre autres un petit temple bien décoré à Médinet Mâdi dans le Fayoum, que lui et son père ont dédié à la déesse des moissons Rénénoutet, la construction d'un palais à Bubastis, l'érection de seize colonnes papyriformes en quartzite rose à Kiman Farès et un socle de barque à Karnak.

### Activités hors d'Égypte

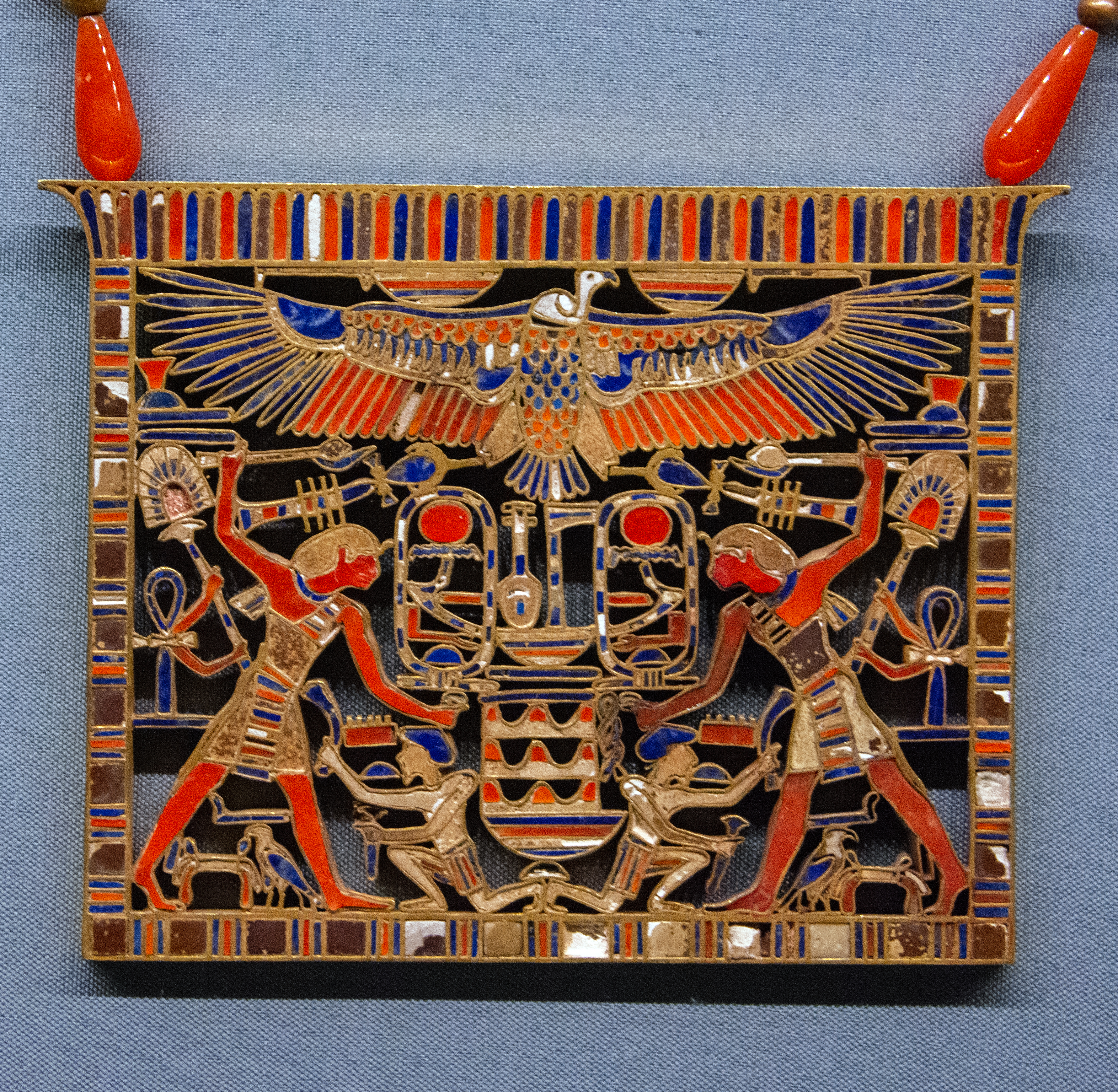
Pectoral au nom d'Amenemhat III.

Il existe très peu de preuves d'expéditions militaires sous le règne du roi. Il existe un document pour une petite mission en l'an 9 du roi. La preuve en a été trouvée dans une inscription rupestre en Nubie, près de la forteresse de Koumma. Le court texte rapporte qu'une mission militaire était guidée par « la bouche de Nékhen » Samontou qui rapporte qu'il est allé au nord avec une petite troupe et que personne n'est mort en retournant au sud.
De nombreuses expéditions dans les zones minières sont enregistrées sous le roi. Deux expéditions sont connues au Ouadi el-Houdi à la frontière sud de l'Égypte, où l'améthyste a été collectée. Une des entreprises date de l'an 11 du roi, deux autres de l'an 20 et de l'an 28. D'autres expéditions minières ont été menées dans le Ouadi Hammamat. Elles sont datées des années 2, 3, 19, 20 et 33 du règne du roi. Les inscriptions des années 19 et 20 pourraient être liées au début de la construction du complexe de la pyramide à Hawara. Elles font état de la rupture d'approvisionnement en pierre pour les statues.
Sur la côte de la mer Rouge, à Mersa, on a découvert une stèle mentionnant une expédition au pays de Pount sous Amenemhat III. Le plus haut fonctionnaire ayant participé à l'expédition était le haut intendant Senebef. Les autres responsables étaient un certain Amenhotep et le chambellan Nebesou.

### Sculptures
Amenemhat III est, avec Sésostris III, le roi du Moyen Empire le mieux connu par le nombre de statues. Environ quatre-vingts statues ou fragments de statues peuvent lui être attribués. La statuaire d'Amenemhat III s'inscrit dans la tradition de celle initiée par Sésostris III. Beaucoup de ses œuvres ne représentent plus un jeune roi idéalisé, mais plutôt une physionomie expressive, montrant des signes de vieillissement. Il existe une gamme étonnamment large de pierres utilisées pour la sculpture du roi, qui n'a été attestée pour aucun roi auparavant. En outre, le roi a introduit plusieurs nouveaux types de sculptures, dont beaucoup s'inspirent de prototypes plus anciens, datant du début de la période dynastique. Deux types de visage peuvent être attribués à Amenemhat III :
- le style réaliste : le visage du roi montre sa structure osseuse, des sillons sont clairement marqués sur le visage ; les traits du visage sont évidemment inspirés de ceux de la sculpture de Sésostris III ;
- le style idéalisé : le roi est représenté comme un jeune homme, avec un visage triangulaire[14].

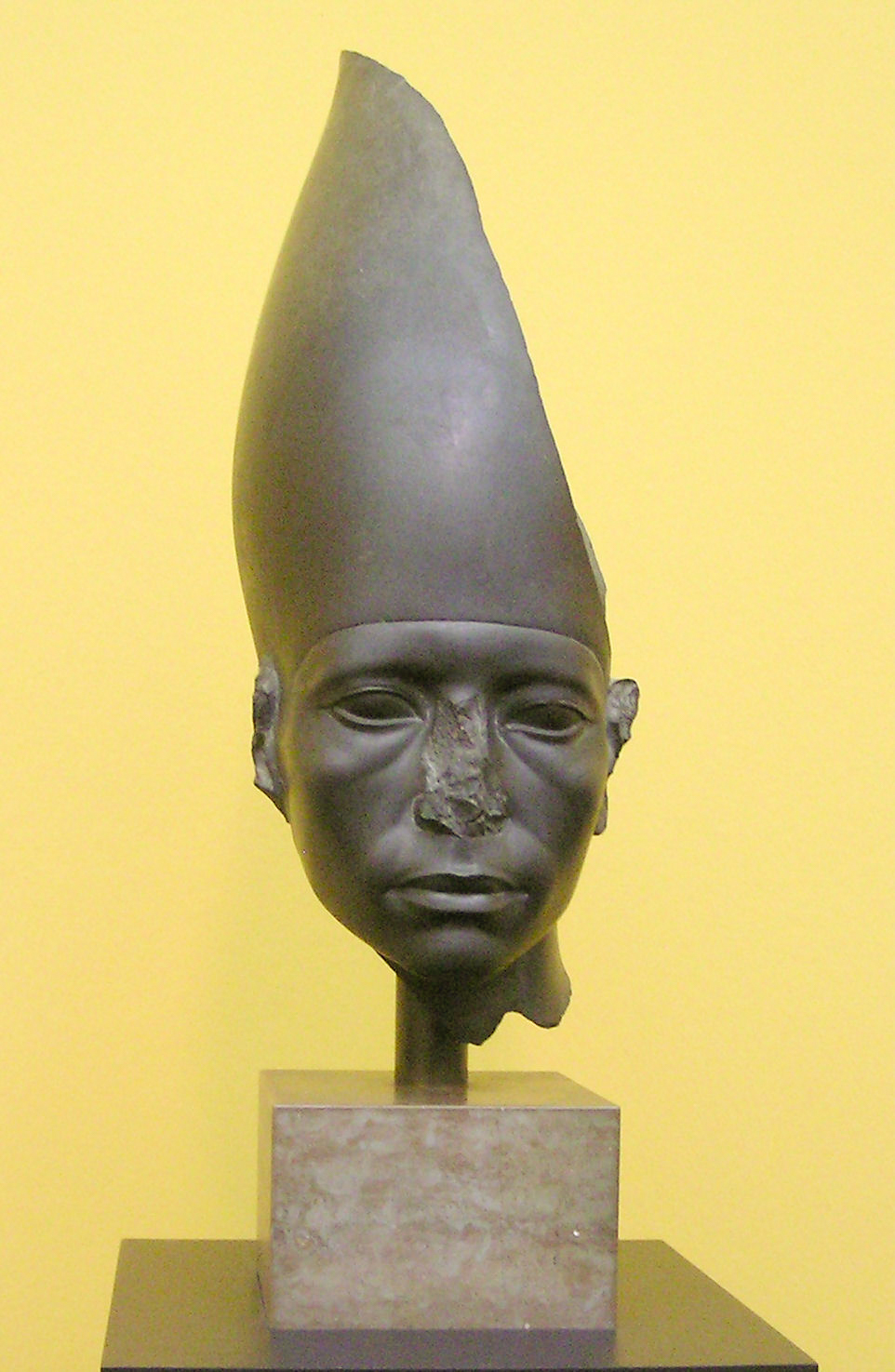
Portrait d'Amenemhat III dans le style réaliste
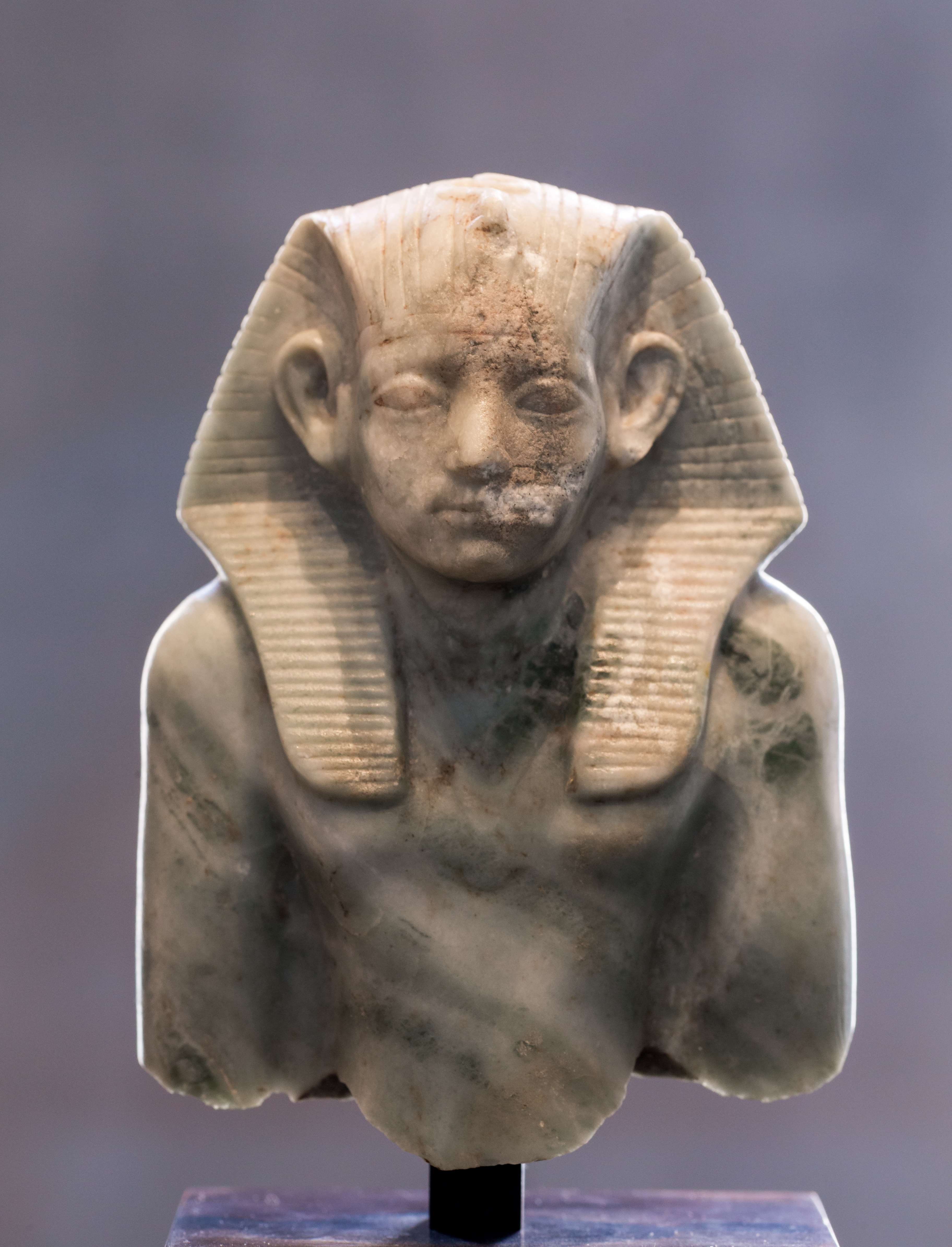
Portrait d'Amenemhat III dans le style idéalisé
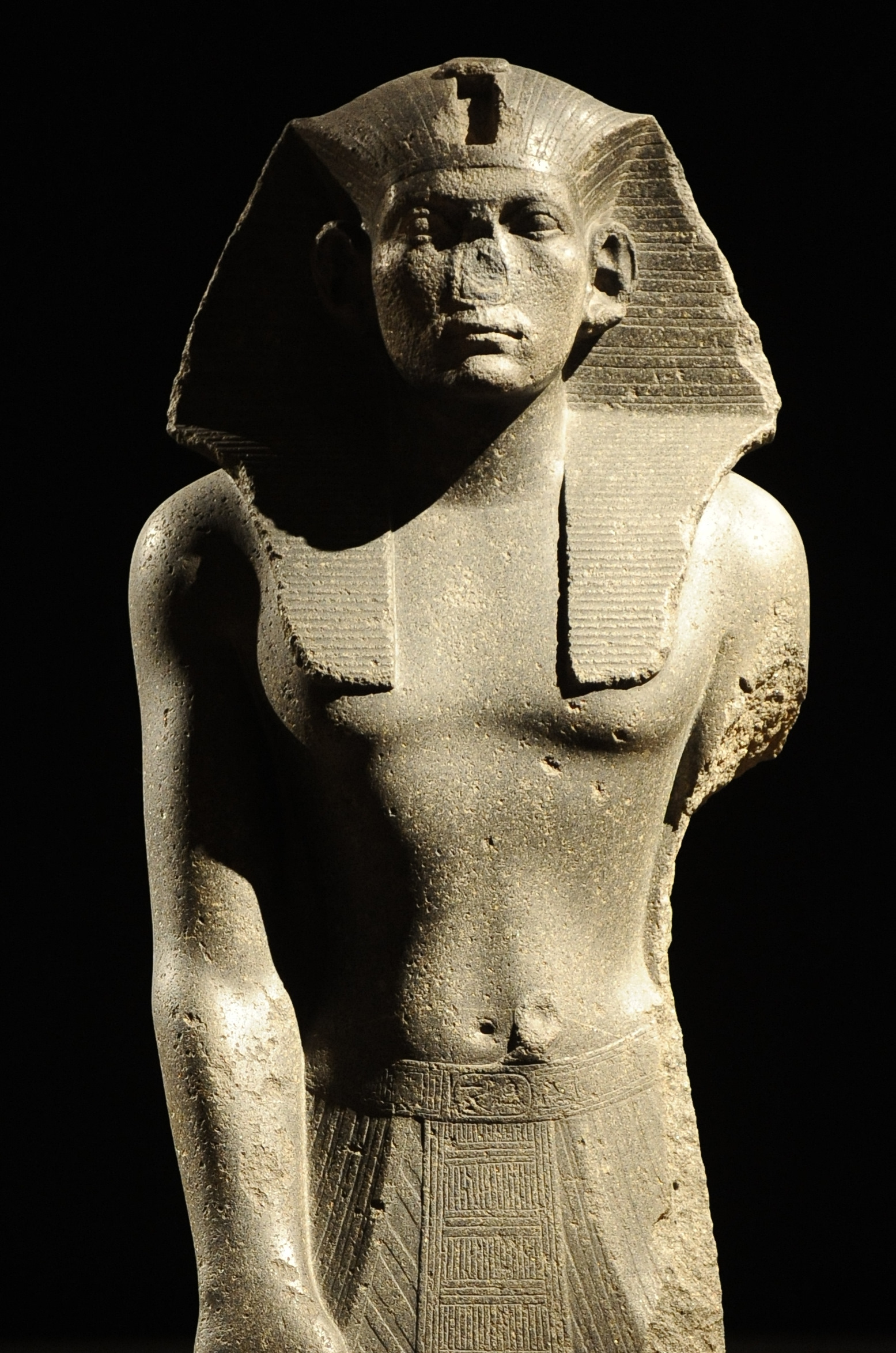
Amenemhat III – Neues Museum.
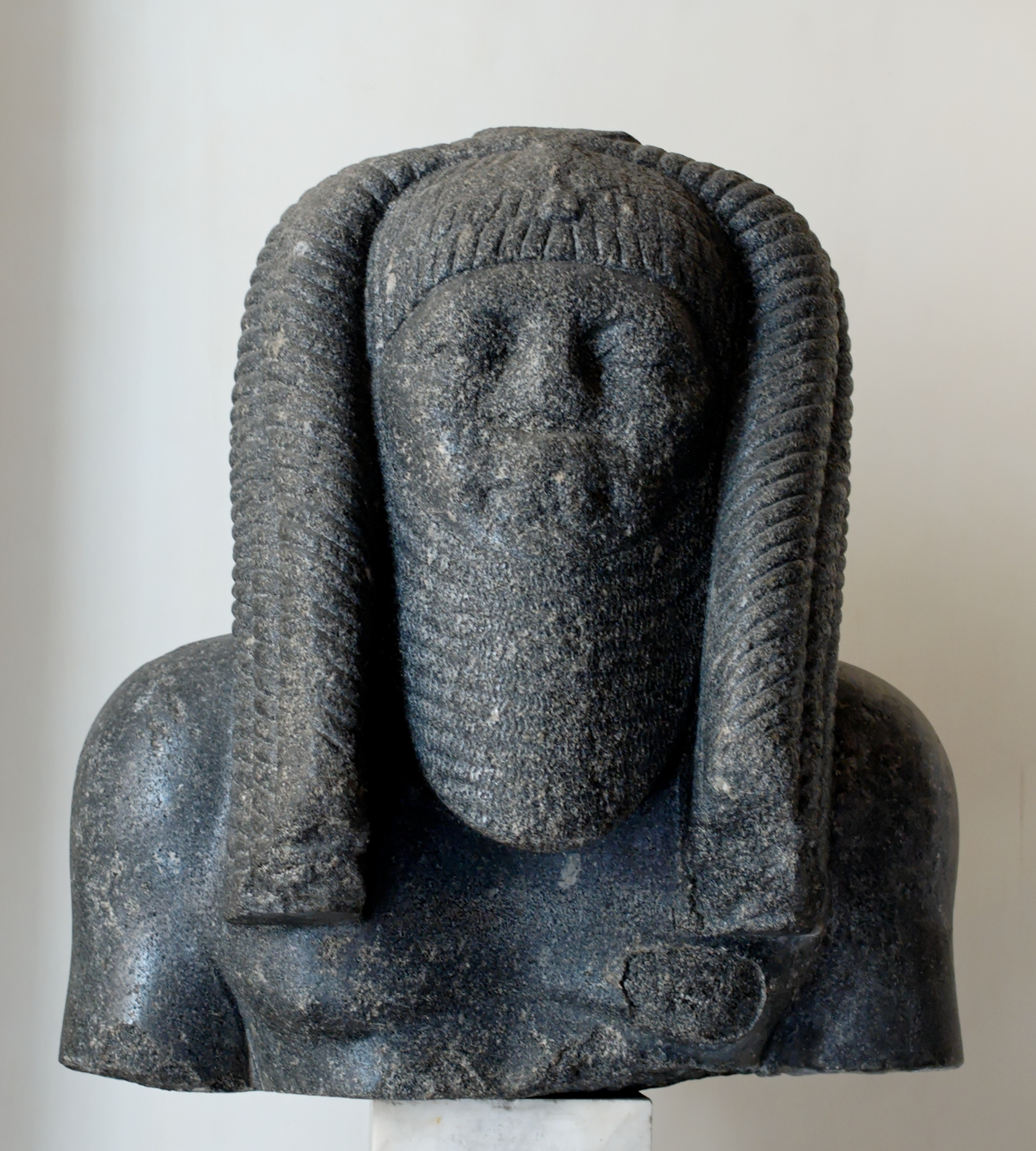
Buste d'Amenemhat III découvert à Rome.

### Succession
La plus haute date connue avec certitude de son règne se trouve dans un papyrus daté de l'an 46, 22e jour du 1er mois de l'Akhet de son règne. Il partage une corégence d'une année environ avec son successeur Amenemhat IV : une inscription endommagée de Konosso en Nubie indique l'an 46, 47 ou 48 du règne d'Amenemhat III et l'an 1 du règne d'Amenemhat IV.

## Sépulture
Amenemhat III se fait édifier deux complexes funéraires durant son règne :

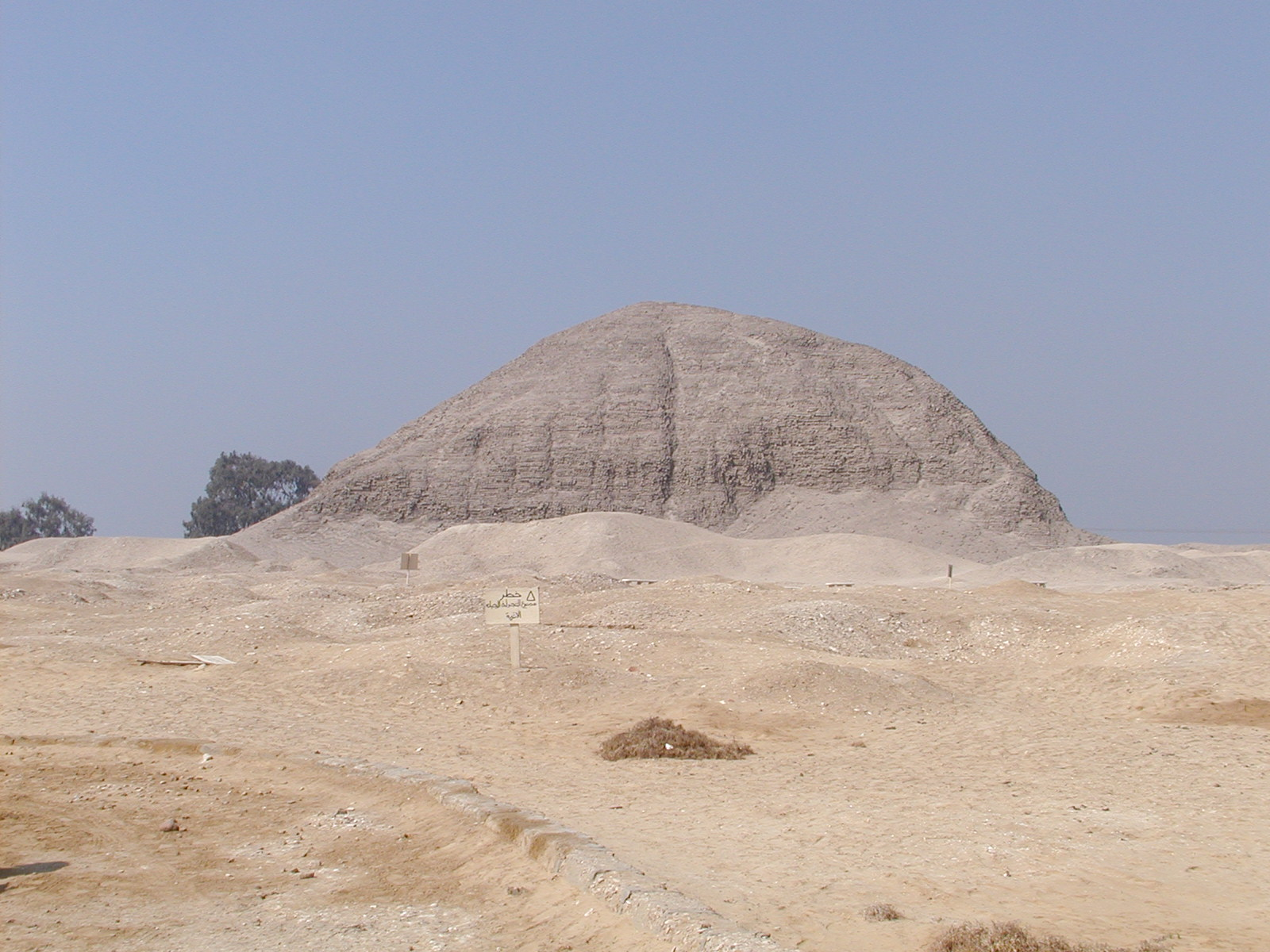
La pyramide d'Amenemhat III à Hawara, dans le Fayoum.

- le premier à Dahchour baptisé la pyramide noire en raison de son état actuel, très dégradé, dont seul le noyau en brique crue subsiste et lui donne cet aspect sombre à l'horizon oriental de la nécropole ; elle a une base de 105 m de côté pour une hauteur de 75 m. Il semble que le projet ait été abandonné au cours du règne pour un autre emplacement ;
- le deuxième à Hawara dans le Fayoum, baptisé la pyramide de Hawara, complexe de grande envergure dont le temple funéraire était si vaste qu'il a été interprété par les auteurs classiques comme le prototype des labyrinthes ; elle a une base de 105 m de côté pour une hauteur de 58 m. C'est dans la pyramide de ce complexe funéraire qu'Amenemhat III sera finalement inhumé.

Entrées souterraines, labyrinthes, culs-de-sac et passages secrets, caractérisent les deux pyramides en brique crue d'menemhat III.